# تپه تصفیه‌خانه۱۰
تپه تصفیه خانه۱۰ مربوط به دوران فرادیرینه‌سنگی است و در شهرستان کرمانشاه، بخش مرکزی، دهستان قره سو، ۲/۱ کیلومتری جنوب غرب روستای ده سواران واقع شده و این اثر در تاریخ ۲۶ اسفند ۱۳۸۷ با شمارهٔ ثبت ۲۵۵۵۳ به‌عنوان یکی از آثار ملی ایران به ثبت رسیده است.